# Zilverhaver
Zilverhaver (Aira caryophyllea) is een eenjarige plant uit de grassenfamilie. Deze verwilderde grassoort is vrij algemeen op dorre, kalkarme zandgrond.
De plant wordt 4–60 cm lang. De tengere stengel is onderaan vertakt en is onder de knopen kaal of heeft daar enkele verspreide korte haartjes. De ruwe bladschede zit om de stengel gerold. Het 4,5 mm lange, spitse tongetje (ligula) is kaal of alleen bij de voet bezet met stekelhaartjes.
Zilverhaver bloeit in mei en juni. De plant heeft een uitgespreide pluim en de 3 mm lange aartjes zijn zilverachtig glanzend. Het onderste en het bovenste kelkkafje is 3 mm lang en eennervig. Het onderste kroonkafje (lemma) van het tweede bloempje is 2,6 mm lang en heeft een 5 mm lange kafnaald, die van het onderste bloempje is ongenaald of heeft een korte naald. Het bovenste kroonkafje is 1,7 mm lang. De gele helmknoppen zijn 0,5 mm lang

## Plantensociologie
Zilverhaver is een kensoort voor de vogelpootje-associatie (Ornithopodo-Corynephoretum).
Het is tevens een indicatorsoort voor struisgrasvegetaties (ha) subtype Dwerghaververbond, een karteringseenheid in de Biologische Waarderingskaart (BWK) van Vlaanderen en het Brussels Hoofdstedelijk Gewest.

## Grote zilverhaver
Een nauwe verwante soort is de grote zilverhaver (Aira multicaulis). Deze soort is groter en forser. Deze plant is erg zeldzaam.